# Saturday Review (periodico britannico)
The Saturday Review of Politics, Literature, Science, and Art era un settimanale londinese fondato da AJB Beresford Hope nel 1855.
Il primo direttore fu l'ex editore di Morning Chronicle John Douglas Cook (1808?–1868), e molti dei primi collaboratori avevano lavorato al Chronicle.  Cook era uno scozzese che aveva vissuto in India: aveva una casa a Tintagel, in Cornovaglia, ed è sepolto lì. Una vetrata nella chiesa parrocchiale lo commemora.  La posizione politica del Saturday Review era quella del conservatorismo liberale dei Peeliti. Il giornale, beneficiando della recente abrogazione dello Stamp Act, mirava a combattere l'influenza politica del Times .  Il primo numero uscì il 3 novembre 1855.
Frank Harris fu direttore dal 1894 al 1898.
Tra i collaboratori figurano Dorothy Richardson, Lady Emilia Dilke e Anthony Trollope,  H. G. Wells, George Bernard Shaw, Eneas Sweetland Dallas, Max Beerbohm, Walter Bagehot, James Fitzjames Stephen, Charles Kingsley, Max Müller, Guy Thorne, George Birkbeck Hill, Dante Gabriel Rossetti, Oscar Wilde e il futuro Primo Ministro Lord Salisbury . 

## Germania est delenda
Negli anni Novanta dell'Ottocento la rivista pubblicò diversi articoli che esprimevano un sentimento antitedesco, riassunto nella citazione Germania est delenda (La Germania deve essere distrutta)   che fu modellata sul "Carthago delenda est" di Catone (Ceterum censeo Carthaginem esse delendam).

## Anni successivi
Gerald Barry divenne direttore nel 1924. Si dimise nel 1930, rifiutando l'ordine del consiglio di amministrazione di sostenere l'United Empire Party; il suo ultimo numero condannò fermamente il nuovo partito, mentre il primo dopo le sue dimissioni lo appoggiava pienamente. Barry e gran parte dello staff fondarono il rivale Week-End Review, che in seguito si fuse con il New Statesman . 
Negli anni '30 la Saturday Review era in declino e nel 1933 fu acquistata dall'eccentrica Lucy, Lady Houston, con l'intenzione di utilizzarla per promuovere le sue idee fortemente nazionalistiche sul Regno Unito e sull'Impero. Lady Houston era una proprietaria molto attiva che ben presto assunse personalmente la direzione editoriale, nonostante avesse quasi settant'anni. Dirigendo il giornale da casa sua ad Hampstead o dal suo lussuoso yacht, il Liberty, attaccava i politici che riteneva responsabili della debolezza del Paese – principalmente Ramsay MacDonald, Stanley Baldwin e Anthony Eden. Adottò anche una posizione ferma nei confronti dell'Unione Sovietica, ritenendo che l'influenza bolscevica fosse responsabile di molti dei mali del paese e dell'Impero britannico. Quando Lady Houston morì nel dicembre del 1936, il giornale fu portato avanti per alcuni mesi da un gruppo di persone che avevano lavorato per lei. 
Saturday Review chiuse i battenti nel 1938. 